# IC 4098
IC 4098 ist eine irreguläre Galaxie im Sternbild Jagdhunde am Nordsternhimmel, die schätzungsweise 483 Millionen Lichtjahre von der Milchstraße entfernt ist. Im gleichen Himmelsareal befindet sich die Galaxie IC 4103.
Entdeckt wurde das Objekt am 21. März 1903 von Max Wolf.